# Климченко, Евгений Иванович
Евгений Иванович Климченко (5 марта 1924 год, д. Лаговщина, Толочинский район, Оршанский округ — 22 ноября 1989, Минск) — cлесарь-лекальщик Минского тракторного завода Министерства тракторного и сельскохозяйственного машиностроения СССР, Белорусская ССР. Герой Социалистического Труда (1966). Депутат Верховного Совета СССР 8-го созыва. Член ЦК КПСС[уточнить]. Заслуженный работник промышленности Белоруссии.

## Биография
Родился 5 марта 1924 года в крестьянской семье в деревне Лаговщина. После демобилизации в 1949 году возвратился в Белоруссию, где стал работать на строительстве Минского тракторного завода. С 1949 года — слесарь-лекальщик этого же завода.
Досрочно выполнил производственные задания семилетки (1959—1965) и свои личные социалистические обязательства. Указом Президиума Верховного Совета СССР от 5 августа 1966 года удостоен звания Героя Социалистического Труда с вручением ордена Ленина и золотой медали «Серп и Молот».
Избирался делегатом XXV съезда КПСС (избран членом ЦК КПСС), депутатом Верховного Совета СССР 8-го созыва.